# هوشنگ حسامی
هوشنگ حسامی (زادهٔ ۱۳۱۷ – درگذشتهٔ ۹ دی ۱۳۷۹) روزنامه‌نگار، کارگردان و منتقد سینما، تئاتر و مترجم متن‌های نمایشی اهل ایران بود.

## زندگی
هوشنگ حسامی متولد سال ۱۳۱۷ خورشیدی در سنندج بود. وی فعالیت هنری‌اش را به عنوان نویسنده و منتقد سینمایی در مطبوعات آغاز کرد. او در سال ۱۳۵۲ خورشیدی، فیلم‌سازی را با فیلم «قیامت عشق» کرد. وی فارغ‌التحصیل رشتهٔ ادبیات انگلیسی بود و در طول نزدیک به ۴۰ سال فعالیت هنری، آثار بسیاری از خود باقی گذاشت. حسامی در سال ۱۳۴۷ خورشیدی، با ثریا صدردانش (منتقد، روزنامه‌نگار و مترجم؛ درگذشتهٔ اردیبهشت ۱۳۷۲) ازدواج کرد. او در سال ۱۳۵۲ خورشیدی، مقدمه‌ای بر کتاب «جذابیت پنهان بورژوازی» (فیلمنامهٔ نوشتهٔ لوییس بونوئل)، ترجمه بهرام ری‌پور نوشت. در سال ۱۳۵۷ خورشیدی، نمایش «اسکوریال» را به روی صحنه برد. پس از انقلاب نیز مدتی سردبیر مجله دنیای سخن بود.

### درگذشت
هوشنگ حسامی، سرانجام، صبح روز جمعه، ۹ دی ۱۳۷۹ در سن ۶۲ سالگی بر اثر سکته قلبی در منزل مسکونی‌اش در تهران درگذشت و در قطعهٔ ۷۶، ردیف ۱۸۲، شمارهٔ ۸۰ بهشت زهرای تهران به خاک سپرده شد.

## فیلم‌شناسی

### کارگردان
1. قیامت عشق (۱۳۵۲ کارگردان و نویسنده)
2. پرواز پنجم ژوئن (۱۳۶۸ بازیگر)

## ترجمه‌ها
ناشر بیشتر این آثار «تجربه» می‌باشد
1. عقابی با دوسر: نمایشنامه - ژان کوکتو؛ وزارت فرهنگ و ارشاد اسلامی، مرکز هنرهای نمایشی (نمایش) - چاپ اول سال ۱۳۶۷
2. ضیافت چای ژنرال‌ها - بوریس ویان؛ نمایش - چاپ اول سال ۱۳۷۰
3. آرامش از نوعی دیگر - تام استاپارد؛ چاپ اول سال ۱۳۷۶ (چاپ سوم سال ۱۳۸۴)
4. بانو آئویی - یوکیو میشیما؛ چاپ اول سال ۱۳۷۶ (چاپ سوم سال ۱۳۸۴) ۹۶۴-۶۴۸۱-۰۶-X
5. چگونه فیلم می‌سازم: دید مضاعف - آندره وایدا؛ انتشارات ایران - چاپ اول سال ۱۳۷۷
6. دو فیلمنامه در یک کتاب: راشومون - میلو در ماه مه - آکیرا کوروساوا؛ لویی مال؛ ژان‌کلود کاریر - ایران - چاپ اول سال ۱۳۷۷
7. کیشلوفسکی از زبان کیشلوفسکی - کریشتوف کیشلوفسکی؛ ویراستار:مهرداد قاسمفر - ایران - چاپ اول سال ۱۳۷۷
8. به من می‌گند مک‌کنا - دان شا؛ چاپ اول سال ۱۳۷۷ ۳ -۳۵-۶۴۸۱-۹۶۴
9. لاموزیکا - مارگریت دوراس؛ چاپ اول سال ۱۳۷۷ (چاپ سوم سال ۱۳۸۴)
10. پزشک پوشالی - چارلز دیزنزو؛ چاپ اول سال ۱۳۷۷ (چاپ دوم سال ۱۳۷۹)
11. برگشتی در کار نیست - اریک بردول؛ جلد ۲۵ - چاپ اول سال ۱۳۷۷
12. صلیب سرخ - سام شپرد؛ چاپ اول سال ۱۳۷۷
13. حراج - یوکیو می‌شیما؛ چاپ اول سال ۱۳۷۷ (چاپ دوم سال ۱۳۷۹)
14. بعد از مگریت - تام استاپارد؛ چاپ اول سال ۱۳۷۷ (چاپ دوم سال ۱۳۷۹)
15. مرگ در می‌زند - وودی آلن؛ چاپ اول سال ۱۳۷۷ (چاپ ۴ سال ۱۳۸۲)
16. فریب خورده - جویس اتکینز؛ چاپ اول سال ۱۳۷۸ - ۳ -۵۲-۶۴۸۱-۹۶۴
17. سه زن بلند بالا - ادوارد آلبی؛ چاپ اول سال ۱۳۷۸ (چاپ سوم سال ۱۳۸۸)
18. جنگ - ژان‌کلود وان‌ایتالی؛ چاپ اول سال ۱۳۷۸
19. وودی آلن از زبان وودی آلن: در گفتگویی با «ستیک بیورکمان»؛ ویراستار:مهرداد قاسمفر - ایران - چاپ اول سال ۱۳۷۸
20. برگشتی در کار نیست - اریک بردول؛ چاپ دوم سال ۱۳۷۹
21. به من می‌گند مک‌کنا - دان شاو؛ چاپ دوم سال ۱۳۷۹
22. دری که می‌خواند - دوریس لسینگ؛ چاپ اول سال ۱۳۷۹
23. شب مرلین فینچ - چارلز دیزنزو؛ چاپ اول سال ۱۳۷۹
24. جائی در میان خوک‌ها - آثول فوگارد؛ چاپ اول سال ۱۳۷۹ (چاپ سوم سال ۱۳۸۸)
25. پوف - لین ناتیج؛ چاپ اول سال ۱۳۸۰ (چاپ دوم سال ۱۳۸۴)
26. شاه لیر «تراژدی در سه پرده» همراه با خاطره‌ای و گفتگویی از ناشر با مترجم - ادوارد باند؛ نشرفردا - چاپ اول سال ۱۳۸۱
27. باغ آلبالو: کمدی در چهار پرده - آنتوان چخوف؛ گردآورنده: جمشید لایق - نشر هدف صالحین - چاپ اول سال ۱۳۸۱
28. هنر / مرد اتفاقی - یاسمینا رضا؛ مترجم: سحر داوری - چاپ اول سال ۱۳۸۲
29. از خاکستر به خاکستر - هارولد پینتر؛ ویراستار: حسن ملکی - چاپ اول سال ۱۳۸۳
30. آگهی - ناتالیا گینزبرگ؛ زیرنظر:حسن ملکی - افکار، چاپ اول سال ۱۳۸۴ -
31. هنر / مرد اتفاقی - یاسمینا رضا؛ مترجم: سحر داوری، هیچ - چاپ اول سال ۱۳۸۹
32. از خاکستر به خاکستر - هارولد پینتر؛ ویراستار: حسن ملکی، هیچ - چاپ اول سال ۱۳۸۹
33. آمده، یا، چطور از شرش خلاص شیم؟ نمایشنامه در سه پرده - اوژن یونسکو؛ فردا - چاپ اول سال ۱۳۹۳
34. هدا گابلر - جان آزبرن؛ فردا - چاپ اول سال ۱۳۹۳